# Əli Əsədov

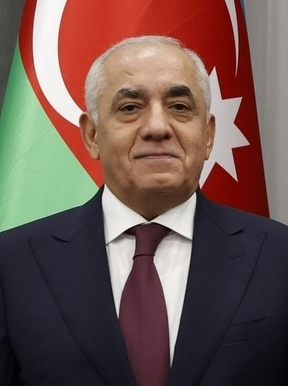
Əli Əsədov (2022)

Əli Hidayət oğlu Əsədov (auch Äli Hidayät oğlu Äsädov, russisch: Али Идаят оглу Асадов; englisch: Ali Idayat oglu Asadov; * 30. November 1956 in Baku, Aserbaidschanische SSR) ist ein aserbaidschanischer Politiker und Wirtschaftswissenschaftler. Er ist seit dem 8. Oktober 2019 Ministerpräsident Aserbaidschans. Əsədov gilt als enger Verbündeter des autoritär regierenden Präsidenten Ilham Əliyev. Er ist Mitglied der Präsidentenpartei Neues Aserbaidschan.

## Biografie
Əli Əsədov wurde am 30. November 1956 in Baku geboren. Im Jahr 1974 absolvierte er das Gymnasium in Baku und studierte an der Russischen Plechanow-Wirtschaftsuniversität in Moskau, die er 1978 abschloss. Von 1978 bis 1980 diente er in der Sowjetarmee.
1980 begann er, als Hauptlaborant am Institut für Wirtschaft der Akademie der Wissenschaften der Aserbaidschanischen SSR zu arbeiten. Zwischen 1981 und 1984 setzte Əsədov seine Ausbildung am Institut für Wirtschaft der Akademie der Wissenschaften der UdSSR in Moskau fort, wo er sein Postgraduiertendiplom als Ökonom erhielt.
In den Jahren 1989 bis 1995 arbeitete Əli Əsədov als außerordentlicher Professor und Leiter der Abteilung am Institut für Sozialmanagement und Politikwissenschaft in Baku, bevor er in die Politik ging. Bei den ersten aserbaidschanischen Parlamentswahlen am 12. November 1995 wurde er als Vertreter der Partei Neues Aserbaidschan nach dem Verhältniswahlrecht für die Amtszeit 1995 bis 2000 zum Abgeordneten in die Nationalversammlung der Republik Aserbaidschan gewählt.
Am 17. April 1998 wurde er zum Assistenten des aserbaidschanischen Präsidenten für wirtschaftliche Angelegenheiten ernannt. Gemäß dem Dekret des Präsidenten İlham Əliyev vom 30. November 2012 wurde Əsədov zum stellvertretenden Leiter der Präsidialverwaltung und 2017 zum Berater des aserbaidschanischen Präsidenten für wirtschaftliche Angelegenheiten ernannt. Im Oktober 2019 wurde er nach dem Rücktritt von Novruz Məmmədov mit 105 zu 0 Stimmen der Nationalversammlung zum Ministerpräsidenten gewählt und von Əliyev zum Ministerpräsidenten ernannt. Am 16. Februar 2024 trat Əsədov seine zweite Amtszeit an.
Əsədov ist verheiratet und hat zwei Kinder.